# Андре Ворд
Андре Ворд (англ. Andre Ward; нар. 23 лютого 1984, Сан-Франциско, Каліфорнія, США ) — американський професійний боксер, Олімпійський чемпіон 2004 року. Чемпіон світу за версіями WBA (Super) (2009—2015), WBC (2011—2013) і The Ring (2011—2015) у другій середній вазі і за версіями WBA (Super) (2016—2017), WBO (2016—2017) і IBF (2016—2017) у напіввіжкій вазі. «Боксер 2011 року» за версією журналу «Ринг».

## Любительська кар'єра
На любительському ринзі провів 119 боїв: 115 виграв та 4 програв.
- Чемпіон США серед кадетів 1999 року.
- Чемпіон США 2001 року.
- Чемпіон США серед юніорів 2002 року.
- Чемпіон ігор титанів 2003 року.
- Чемпіон США 2003 року.
- Чемпіон ігор титанів 2004 року.

### Олімпійські ігри
- 1/8 фіналу: перемога над Клементе Руссо (Італія) — 17-9
- 1/4 фіналу: перемога над Євгеном Макаренко (Росія) — 23-16
- 1/2 фіналу: перемога над Уткірбеком Хайдаровим (Узбекистан) — 17-15
- Фінал: перемога над Магомедом Аріпгаджиєвим (Білорусь) — 20-13

## Професійна кар'єра

### Ворд проти Фроча
Бій відбувся в рамках турніру Super Six World Boxing Classic. Ворд у фіналі зустрічався з Карлом Фрочем, на кону стояли титули чемпіона WBC, WBA, The Ring. Перші сім раунді перевага була на стороні американця, він успішно використовував свій джеб, щоб нейтралізувати Фроча. Ворд якісно додав у швидкості, чого не очікував британець і не міг нічого протипоставити. Лише в пізніх раундах, коли Андре трохи збавив оберти, Карл зумів витягнути декілька раундів. Загалом перемога Ворда не викликала сумнівів, він і переміг одноголосним рішенням суддів: 115-113, 115-113, 118-110. Ворд до свого титулу чемпіона WBA додав титули WBC та The Ring.

### Ворд проти Ковальова
Андре Ворд підписав контракт з телеканалом HBO на три бої, серед яких один мусив бути проти Сергія Ковальова. Про бій було оголошено у квітні 2016 року. Він відбудеться 19 листопада за системою PPV. Цей бій лише третій в історії, коли зустрічалися два непереможні боксери з першої п'ятірки рейтингу P4Р. Тому він розцінювався як один з найважливіших у 2016 році. Букмекери віддавали невелику перевагу американському боксеру. Боксери домовилися провести по ще одному поєдинку перед їхнім боєм: Андре Ворд проти Александра Бранда, а Сергій Ковальов проти Айзека Чілемби. Вони перемогли у них та почали готуватися до очної зустрічі.
Бій відбувся 19 листопада на арені Т-Мобайл у Лас-Вегасі. На кону стояли титули WBO, IBF та WBA (Super), що належали росіянину. Ковальов вже з першого раунду активно пресингував та завдавав більше ударів. У другому раунді йому вдалося відправити Ворда у нокдаун. Однак американець швидко відновився та вирівняв бій. Ковальов більше йшов у атаку, а Ворд у свою чергу діяв на контратаках, використовуючи джеб. Коли боксери зближалися, Андре починав клінчувати. Загалом бій був дуже конкурентний та проходив без явної переваги одного з боксерів. Судді одноголосним рішенням віддали перемогу Андре Ворду - 114:113. Це рішення викликало суперечливі враження. Ковальов назвав його абсурдом та висловив своє бажання скористатися пунктом у контракті про реванш.
За цей бій Ворд гарантовано отримав $5 млн, а Ковальов - $2 млн. Окрім цього він зібрав 160 тисяч покупок, що дещо менше, ніж розраховували організатори.

### Ворд проти Ковальова II
17 червня 2017 року відбувся матч-реванш. Перші раунди були відносно рівними. У восьмому раунді Сергій Ковальов почав пропускати значно більше. Андре видав серію ударів, а в другій половині трихвилинки, притиснувши росіянина до канатів, доніс кілька ударів по корпусу, у тому числі, здавалося, удар нижче пояса. Рефері вирішив зупинити бій, зафіксувавши дострокову перемогу Ворда.